# Михайличенко, Алексей Александрович
Алексе́й Алекса́ндрович Михайличе́нко (укр. Олексій Олександрович Михайличенко; род. 30 марта 1963, Киев) — советский и украинский футболист, полузащитник, заслуженный мастер спорта СССР, заслуженный тренер Украины. После окончания игровой карьеры — тренер и функционер.
Олимпийский чемпион в составе сборной СССР на играх 1988 года, также серебряный призёр чемпионата Европы 1988 года (единственный игрок, выступивший в составе сборной СССР на этих двух турнирах).
В 1992 году стал первым в мире футболистом, которому удалось выиграть подряд чемпионаты трёх разных стран — СССР, Италии и Шотландии.

## Биография

### Клубная карьера
Будучи воспитанником киевского «Динамо» (где его первым тренером был Евгений Котельников) Михайличенко дебютировал за команду в возрасте 19 лет, до этого выступая за дубль. Впервые к основной команде перспективного полузащитника стал подпускать Юрий Морозов в 1983 году. Уже в дебютном матче забил гол, а всего в первом своём сезоне провёл на поле пять матчей и отличился тремя забитыми мячами.
В 1984 году в команду после годичного отсутствия вернулся Валерий Лобановский, который первоначально использовал Михайличенко как игрока подмены, выпуская на поле по ходу матча с целью усилить игру в атаке. Малое количество игрового времени едва не привело к переходу Михайличенко в состав московского «Динамо», однако в последний момент переход не состоялся. В начале следующего сезона травму получил основной игрок киевлян Иван Яремчук, что предоставило шанс Михайличенко закрепиться в стартовом составе команды, которым он воспользовался в полной мере. В том же году он выиграл свои первые трофеи во взрослом футболе, став чемпионом и обладателем Кубка СССР.
В сезоне 1986 Михайличенко с 12 забитыми мячами стал лучшим бомбардиром команды, которая защитила чемпионский титул, стал победителем Кубка обладателей кубков. В следующем сезоне Михайличенко с 9 голами вновь стал лучшим бомбардиром команды. Свою последнюю золотую медаль чемпионата СССР получил в 1990 году, перед переходом в итальянскую «Сампдорию».
Несмотря на то, что у «Сампдории» на тот момент был один из сильнейших состав Серии А, Михайличенко удалось сходу стать игроком основы. В первый же год в Италии помог команде завоевать первый в истории чемпионский титул. В составе «блючеркьятти» в сезоне 1990/91 провёл 39 матчей во всех турнирах и забил 4 гола. Один — в первом матче Суперкубка УЕФА против «Милана», который закончился 1:1 (именно украинец открыл счёт, отлично воспользовавшись классной передачей Роберто Манчини), после чего россонери без проблем одолели генуэзцев дома со счётом 2:0. В рамках же Серии А Михайличенко забил два мяча в ворота «Болоньи» и один — в ворота «Пизы». По окончании сезона покинул Италию, по его собственным словам «Сампдория» не смогла стать тем клубом, где он сумел бы полностью раскрыть свой талант. Кроме того, свою роль сыграли адаптация в новой стране, а также непростые отношения с лидерами команды Роберто Манчини и Джанлукой Виалли.
В результате летом 1991 года перебрался в чемпионат Шотландии, став игроком одного из сильнейших клубов лиги — «Рейнджерс». Михайличенко был одним из ведущих игроков команды, которая каждый год выигрывала местный чемпионат, а также различные кубковые турниры. С 1994 года полузащитник стал часто подвергаться травмам, в результате чего последние два сезона в качестве игрока стал меньше появляться на поле. В 1996 году принял решение завершить игровую карьеру.

### Карьера в сборной
Дебют Михайличенко в составе сборной СССР состоялся в 1987 году в матче против сборной ГДР.
Следующий, 1988 год, стал самым успешным в карьере Михайличенко. В июне он в составе сборной отправился на чемпионат Европы в ФРГ и помог команде дойти до финала турнира, забив победный мяч в ворота сборной Англии в третьем туре группового этапа. Несмотря на старание своих лидеров, в финальном матче сборная СССР уступила звёздной сборной Нидерландов (0:2). Уже через несколько месяцев Алексей в составе олимпийский сборной СССР принял участие в Олимпийских играх в Сеуле, на которых советским футболистам удалось завоевать золотые медали. Михайличенко наравне с Игорем Добровольским был одним из лидеров команды и отметился пятью забитыми голами. В финальном матче против бразильской сборной Михайличенко сумел заработать пенальти (реализованный Добровольским), а также в конце дополнительного времени заставить нарушить на себе правила бразильца Эдмара, который был удалён с поля.
По итогам года Михайличенко вошёл в число претендентов на «Золотой мяч», заняв в итоге четвёртое место и пропустив вперёд себя только звёздное «голландское трио» (Марко Ван Бастен, Руд Гуллит и Франк Райкард).
Чемпионат мира 1990 года Михайличенко был вынужден пропустить из-за травмы плеча, полученной накануне турнира в товарищеском матче со сборной Израиля. Последним международным турниром для Михайличенко стал провальный Евро-1992, где сборная СНГ заняла последнее место в группе, а Алексей результативными действиями отметиться не сумел.
За сборную Украины сыграл две игры. Дебютировал за 28 октября 1992 года на стадионе «Динамо» Минск) в товарищеском матче против Беларуси (1:1). На поле вывел команду с капитанской повязкой, был заменен на 68-й минуте Юрием Максимовым. Второй матч за сыграл 7 сентября 1994 года в Киеве на «Республиканском стадионе» против сборной Литвы (0:2). Это был матч 4-й группы отборочного турнира чемпионата Европы 1996 — первый официальный матч сборной Украины. На 77-й минуте был заменен Игорем Петровым. В обоих матчах представлял цвета «Рейнджерс».

### Тренерская карьера
После окончания игровой карьеры Михайличенко вернулся в родное киевское «Динамо», где вошёл в тренерский штаб Валерия Лобановского. После его смерти в мае 2002 года занял пост главного тренера. Под его руководством киевляне выиграли два чемпионата и Кубок Украины, но после неудачного начала сезона 2004/2005 Михайличенко отправлен в отставку.
В 2005 году возглавил молодёжную сборную Украины, с которой сенсационно дошёл до финала чемпионата Европы 2006 года, где команда уступила сборной Нидерландов. В 2008 году возглавил основную сборную Украины. Под его руководством команда заняла второе место в отборочной группе на чемпионат мира 2010, пропустив вперёд себя лишь сборную Англии (которую удалось обыграть в домашнем матче со счётом 1:0), но в стыковых матчах уступила сборной Греции. После этого Михайличенко покинул пост.
В 2011 году вновь вернулся в «Динамо», занявшись административной работой и периодически входя в тренерский штаб. 26 сентября 2013 года занял должность спортивного директора команды. 15 августа 2019 года вновь стал главным тренером команды. 20 июля 2020 года после поражения от «Колоса» (0:2) в заключительном туре чемпионата Украины был уволен.

## Статистика

### Игровая
| Выступление      | Выступление      | Выступление      | Лига | Лига | Кубок | Кубок | Суперкубок | Суперкубок | Еврокубки | Еврокубки | Итого | Итого |
| Клуб             | Лига             | Сезон            | Игры | Голы | Игры  | Голы  | Игры       | Голы       | Игры      | Голы      | Игры  | Голы  |
| ---------------- | ---------------- | ---------------- | ---- | ---- | ----- | ----- | ---------- | ---------- | --------- | --------- | ----- | ----- |
| Динамо (Киев)    | Высшая лига      | 1983             | 5    | 3    | 0     | 0     | 0          | 0          | 0         | 0         | 5     | 3     |
| Динамо (Киев)    | Высшая лига      | 1984             | 18   | 4    | 2     | 1     | 0          | 0          | 0         | 0         | 20    | 5     |
| Динамо (Киев)    | Высшая лига      | 1985             | 20   | 2    | 4     | 0     | 0          | 0          | 1         | 0         | 25    | 2     |
| Динамо (Киев)    | Высшая лига      | 1986             | 20   | 12   | 2     | 1     | 1          | 0          | 4         | 1         | 27    | 14    |
| Динамо (Киев)    | Высшая лига      | 1987             | 28   | 9    | 7     | 1     | 1          | 0          | 7         | 2         | 43    | 12    |
| Динамо (Киев)    | Высшая лига      | 1988             | 23   | 6    | 2     | 2     | 0          | 0          | 0         | 0         | 25    | 8     |
| Динамо (Киев)    | Высшая лига      | 1989             | 15   | 3    | 2     | 2     | 1          | 0          | 6         | 1         | 24    | 6     |
| Динамо (Киев)    | Высшая лига      | 1990             | 8    | 0    | 2     | 1     | 0          | 0          | 0         | 0         | 10    | 1     |
| Динамо (Киев)    | Итого            | Итого            | 137  | 39   | 21    | 8     | 3          | 0          | 18        | 4         | 179   | 51    |
| Сампдория        | Серия А          | 1990/1991        | 24   | 3    | 8     | 0     | 0          | 0          | 7         | 1         | 39    | 4     |
| Сампдория        | Итого            | Итого            | 24   | 3    | 8     | 0     | 0          | 0          | 7         | 1         | 39    | 4     |
| Рейнджерс        | Премьершип       | 1991/1992        | 27   | 10   | 3     | 2     | 0          | 0          | 1         | 0         | 31    | 12    |
| Рейнджерс        | Премьершип       | 1992/1993        | 29   | 5    | 3     | 0     | 0          | 0          | 5         | 0         | 37    | 5     |
| Рейнджерс        | Премьершип       | 1993/1994        | 34   | 5    | 5     | 0     | 0          | 0          | 0         | 0         | 39    | 5     |
| Рейнджерс        | Премьершип       | 1994/1995        | 9    | 2    | 0     | 0     | 0          | 0          | 0         | 0         | 9     | 2     |
| Рейнджерс        | Премьершип       | 1995/1996        | 11   | 0    | 4     | 1     | 0          | 0          | 0         | 0         | 15    | 1     |
| Рейнджерс        | Итого            | Итого            | 110  | 22   | 15    | 3     | 0          | 0          | 6         | 0         | 131   | 25    |
| Всего за карьеру | Всего за карьеру | Всего за карьеру | 271  | 64   | 44    | 11    | 3          | 0          | 31        | 5         | 349   | 80    |

### Тренерская
| Команда                 | Страна       | Начало работы   | Окончание работы | Результаты | Результаты | Результаты | Результаты | Результаты |
| Команда                 | Страна       | Начало работы   | Окончание работы | И          | В          | Н          | П          | В %        |
| ----------------------- | ------------ | --------------- | ---------------- | ---------- | ---------- | ---------- | ---------- | ---------- |
| Динамо (Киев)           | Флаг Украины | 14 мая 2002     | 15 августа 2004  | 106        | 76         | 15         | 15         | 71,70      |
| Сборная Украины (до 21) | Флаг Украины | 15 августа 2004 | 1 января 2008    | 14         | 7          | 1          | 6          | 50,00      |
| Сборная Украины         | Флаг Украины | 11 января 2008  | 31 декабря 2009  | 21         | 12         | 5          | 4          | 57,14      |
| Динамо (Киев) (и. о.)   | Флаг Украины | 5 октября 2012  | 31 октября 2012  | 4          | 0          | 1          | 3          | 00,00      |
| Динамо (Киев)           | Флаг Украины | 15 августа 2019 | 20 июля 2020     | 22         | 11         | 7          | 4          | 50,00      |
| Всего                   | Всего        | Всего           | Всего            | 167        | 106        | 29         | 32         | 63,47      |

Данные на 15 декабря 2019 года

## Достижения

### В качестве игрока
«Динамо» (Киев)
- Чемпион СССР (3): 1985, 1986, 1990
- Серебряный призёр чемпионата СССР: 1988
- Бронзовый призёр чемпионата СССР: 1989
- Обладатель Кубка СССР (3): 1985, 1987, 1990
- Обладатель Кубка обладателей кубков УЕФА: 1986
- Обладатель Суперкубка СССР (2): 1986, 1987
- Финалист Суперкубка УЕФА: 1986

«Сампдория»
- Чемпион Италии: 1990/91
- Финалист Суперкубка УЕФА: 1990

«Рейнджерс»
- Чемпион Шотландии (5) : 1992, 1993, 1994, 1995, 1996
- Обладатель Кубка Шотландии (3): 1992, 1993, 1996
- Обладатель Кубка шотландской лиги (2): 1993, 1994

Сборная СССР
- Вице-чемпион Европы: 1988
- Олимпийский чемпион: 1988

### В качестве тренера
«Динамо» (Киев)
- Чемпион Украины (2): 2003, 2004
- Серебряный призёр чемпионата Украины: 2020
- Обладатель Кубка Украины (2): 2003, 2020
- Обладатель Суперкубка Украины: 2004

Сборная Украины
- Серебряный призёр чемпионата Европы U-21: 2006

### Личные
- Футболист года на Украине (2): 1987, 1988
- Лучший футболист СССР (еженедельник «Футбол»): 1988
- В списках лучших футболистов Украинской ССР[укр.] (4): № 1 (1987, 1988, 1989, 1990)
- В списках 33 лучших футболистов сезона в СССР (4): № 1 (1988, 1989, 1990), № 2 (1987)
- Заслуженный мастер спорта СССР (1988)
- Тренер года в Украине[укр.]: 2003

## Награды
- Орден «За заслуги» I степени (2016)[13]
- Орден «За заслуги» II степени (2006)[14]
- Орден «За заслуги» III степени (2004)[15]
- Орден Дружбы народов (1989)